# Bricon
Bricon – miejscowość i gmina we Francji, w regionie Grand Est, w departamencie Górna Marna.
Według danych na rok 1990 gminę zamieszkiwały 423 osoby, a gęstość zaludnienia wynosiła 44 osób/km².